# Jurinia fuliginipennis
Jurinia fuliginipennis är en tvåvingeart som beskrevs av Jacques-Marie-Frangile Bigot 1888. Jurinia fuliginipennis ingår i släktet Jurinia och familjen parasitflugor.
Artens utbredningsområde är Uruguay. Inga underarter finns listade i Catalogue of Life.